# Mickael David
Mickael David (ur. 16 lutego 1983) – francuski snowboardzista. Nie startował na igrzyskach olimpijskich ani na mistrzostwach świata w snowboardzie. Najlepsze wyniki w Pucharze Świata w snowboardzie osiągnął w sezonie 2002/2003, kiedy to zajął 3. miejsce w klasyfikacji snowcrossu.

## Sukcesy

### Puchar Świata

#### Miejsca w klasyfikacji generalnej
- 2001/2002 - -
- 2002/2003 - -
- 2003/2004 - -
- 2004/2005 - -
- 2005/2006 - 276.

#### Miejsca na podium
1. Berchtesgaden – 26 stycznia 2003 (Snowcross) - 2. miejsce
2. San Candido – 29 stycznia 2003 (Snowcross) - 3. miejsce
3. Badgastein – 5 lutego 2003 (Snowcross) - 2. miejsce